# 五十公野清一
五十公野 清一（いずみの せいいち、1902年（明治35年）2月26日 - 1966年（昭和41年）6月25日）は、日本の作家。
山形県生まれ。高等小学校卒。自宅農業に従事ののち川崎浅野セメントで働く。1926年『農民』を自費出版。プロレタリア作家として活動、戦後は少年小説、野球小説で活動した。

## 著書

### 単著
- 『農民 新生を胎む土』草原社、1926年4月。 NCID BA65891806。
- 『戦歿将士陣中だより』金星堂、1939年6月。 NCID BA40213758。全国書誌番号:46062595。
- 『海国史話 南海の勇者』金星堂〈愛国文庫〉、1941年6月。全国書誌番号:44002755。
- 『船といくさ』教養社、1942年2月。 NCID BA68390603。全国書誌番号:45013723。
- 『大地主』国文社、1942年11月。 NCID BA55593539。全国書誌番号:46030440。
- 『大陸に明星ありき』昭和出版社、1943年4月。 NCID BA51270924。全国書誌番号:46030442。
- 『明治維新 庶民勤皇史話』亜細亜書房、1943年6月。 NCID BA41612260。
- 『上杉鷹山の人間愛』大鵬社、1943年6月。 NCID BA59296105。全国書誌番号:46020417。
- 『荘内平野の開発者 本間光丘』日本出版社〈近世日本興業偉人伝〉、1943年12月。 NCID BN08275686。全国書誌番号:46006058。
- 『長篇小説 祖国の山河』隆文社、1944年4月。 NCID BA64342030。全国書誌番号:46030441。
- 『長渠ゆたけく』東栄社、1944年3月。 NCID BA64342325。全国書誌番号:46030443。
- 『青年と農村文学』一聯社〈青年文学叢書 第5輯〉、1947年7月。 NCID BA78715635。全国書誌番号:46024706。
- 『「巣」について』青朗社〈書下し長篇選書〉、1948年9月。 NCID BA58032797。
- 『輝く熱球』斎藤五百枝絵、まひる書房、1948年12月。全国書誌番号:45016198。
- 『少年野球小説 火の玉投手』新胎社、1949年11月。 NCID BA64342937。全国書誌番号:20895941。
- 『紅顔熱球王』霜野二一彦絵、偕成社、1950年1月。全国書誌番号:45016199。
- 『ディマジオ物語 少年立志小説』春歩堂、1952年6月。 NCID BB19523923。
- 『良寛さま』三谷一馬絵、日本書房〈世界童話文庫 90〉、1953年10月。全国書誌番号:45028078。
  - 『良寛さま』三谷一馬絵、日本書房〈学級文庫 1・2年生〉、1954年。全国書誌番号:45015006。
- 『りょうかんさま』水野二郎絵、泰光堂〈ひらかな徳育文庫 3〉、1959年。全国書誌番号:45021146。
- 『良寛さま』三谷一馬絵、日本書房〈学年別世界児童文学全集 1・2年〉、1960年。全国書誌番号:45026820。
- 『良寛さま』三谷一馬絵、日本書房〈学級文庫の一、二年文庫〉、1964年。全国書誌番号:45015198。
- 『りょうかんさま』三谷一馬絵、日本書房〈小学文庫〉、1978年1月。全国書誌番号:78002585。
- 『一休さん』三谷一馬絵、日本書房〈世界童話文庫 87〉、1953年12月。全国書誌番号:45028075。
  - 『一休さん』三谷一馬絵、日本書房〈学級文庫 1・2年生〉、1954年11月。全国書誌番号:45014981。
  - 『一休さん』三谷一馬絵、日本書房〈学級文庫の一、二年文庫〉、1965年。全国書誌番号:45015179。
  - 『いっきゅうさん』三谷一馬絵、日本書房〈小学文庫〉、1977年6月。全国書誌番号:77034321。
- 『野口英世 じんるいのおんじん』日本書房〈学級文庫 2・3年生〉、1954年。全国書誌番号:45015051。
  - 『野口英世 じんるいのおんじん』日本書房〈幼年文庫 23〉、1963年2月。 NCID BA44327839。全国書誌番号:45036057。
  - 『野口英世 じんるいのおんじん』日本書房〈学級文庫の二、三年文庫〉、1965年5月。全国書誌番号:45015231。
  - 『野口英世 じんるいのおんじん』日本書房〈小学文庫 2・3年〉、1977年6月。 NCID BA4721239X。全国書誌番号:77034346。
- 『ベーブ・ルース ホームラン王』日本書房〈学級文庫 3・4年生〉、1954年。全国書誌番号:45015079。
  - 『ベーブルース物語 ホームラン王』花山信吾絵、日本書房〈学級文庫の三、四年文庫〉、1964年。全国書誌番号:45015255。
- 『神技寛永三馬術』小林秀美絵、まひる出版社〈まひる少年講談文庫 1〉、1954年。全国書誌番号:45036957。
- 『日本に現われた原始人』鹿野もゆる絵、曙出版〈日本歴史漫画文庫 1〉、1955年。全国書誌番号:45034041。
- 『弥生式土器人』鹿野もゆる絵、曙出版〈日本歴史漫画文庫 2〉、1955年。全国書誌番号:45034050。
- 『倭軍大陸に戦う』尾山大助絵、曙出版〈日本歴史漫画文庫 4〉、1955年7月。全国書誌番号:45033745。
- 『ワシントン 独立と自由の父』吾妻萱平絵、日本書房〈学級文庫 2・3年生〉、1956年。全国書誌番号:45015074。
  - 『ワシントン 独立と自由の父』吾妻萱平絵、日本書房〈幼年文庫〉、1956年。全国書誌番号:45036072。
  - 『ワシントン 独立と自由の父』吾妻萱平絵、日本書房〈小学文庫〉、1979年10月。全国書誌番号:80000811。
- 『偉人のこどものころ』泰光堂〈私たちのほんだなシリーズ 4年生〉、1956年。全国書誌番号:45021025。
- 『好色二代男諸艶大鑑』文芸評論社〈艶筆文庫〉、1956年。全国書誌番号:57009580。
- 『青空チーム』泰光堂〈ユーモア文庫〉、1956年4月。 NCID BB17331375。全国書誌番号:20484308。
- 『皇太子さま』水野二郎絵、日本書房〈学級文庫 3・4年生〉、1957年。 NCID BA32767095。全国書誌番号:45015088。
- 『きれいな心うつくしい話』泰光堂〈私たちのほんだなシリーズ 2年生〉、1957年。全国書誌番号:45021013。
- 『サンタじいさん』水野二郎絵、泰光堂〈ひらがなぶんこ 18〉、1957年。全国書誌番号:45036885。
- 『勝負師監督』積文館、1957年。全国書誌番号:58002423。
- 『長嶋茂雄 若き王者』六興出版部、1958年。全国書誌番号:45012238。
- 『スポーツは人をつくる 川上から長嶋へ』刀江書院、1958年11月。 NCID BN14759596。全国書誌番号:45013997。
- 『ホームラン王 王貞治』盛光社、1965年11月。 NCID BA65663164。
- 『五稜郭』成瀬一富絵、盛光社〈名城合戦物語 1〉、1966年5月。 NCID BA59200285。全国書誌番号:45021606。
- 『正力松太郎』鶴書房、1966年11月。 NCID BA41642487。全国書誌番号:66009633。
- 『日本三球人』世界文庫、1968年7月。 NCID BN06461442。全国書誌番号:71010644。

### 共著
- 細野孝二郎、島影盟、五十公野清一『真実に生きた魂』泰光堂〈教養選書〉、1958年。全国書誌番号:58004661。

### 編集
- 石井菊次郎『外交回想断片』金星堂、1939年2月。 NCID BN12907692。全国書誌番号:46047615。
- 『野球 練習と試合の仕方』成美堂書店、1963年7月。 NCID BA43990531。全国書誌番号:61003596。

### 翻訳
- ジュール・ヴェルヌ『海底旅行』石垣好晴絵、日本書房〈世界童話文庫 25〉、1953年9月。全国書誌番号:45028022。
- ジュール・ヴェルヌ『海底旅行』石垣好晴絵、日本書房〈世界童話文庫 74〉、1953年9月。全国書誌番号:45028063。
- H・G・ウエルズ『火星魔人』丹波書店〈キリンの世界名作文庫 1〉、1953年11月。 NCID BA40923017。全国書誌番号:。
- エクトル・マロー『家なき子』泰光堂〈初級世界名作童話 1〉、1956年。全国書誌番号:45031140。
- デューマ『がんくつ王』花山信吾絵、日本書房〈学年別児童名作文庫 3・4年〉、1960年。全国書誌番号:45026918。

## 参考
- 日本近代文学大事典　講談社、1984